# Грузинка (река)
Гру́зинка — река во Всеволожском районе Ленинградской области. Длина реки — 16 км.
Берёт своё начало около посёлка Лесколово. Протекает в лесах, часть её идёт вдоль железной дороги Приозерского направления. Восточнее станции Васкелово имеет разлив. Затем уже широким руслом впадает в Лемболовское озеро.
На карте Санкт-Петербургской губернии 1834 года Ф. Ф. Шуберта обозначена как река Грузина.
От реки произошло название деревни и станции Грузино.
В августе 2013 года на гидротехническом сооружении произошёл размыв грунтовой части плотины, в результате которого произошло резкое падение уровня воды в реке и разливе.
В начале 2014 года уровень воды в реке был восстановлен.

## Данные водного реестра
По данным государственного водного реестра России относится к Балтийскому бассейновому округу, водохозяйственный участок реки — водные объекты бассейна оз. Ладожское без рр. Волхов, Свирь и Сясь, речной подбассейн реки — Нева и реки бассейна Ладожского озера (без подбассейна Свирь и Волхов, российская часть бассейнов). Относится к речному бассейну реки Нева (включая бассейны рек Онежского и Ладожского озера).